# 中华人民共和国监察官
中华人民共和国监察官是中华人民共和国依法行使监察权的监察人员。《中华人民共和国监察官法》规定了监察官的人员范围、权责义务、任免条件、管理机制和考评制度。

## 等级
监察官等级并不是对监察官实行单独职务序列管理，监察官依然沿用中华人民共和国现有的干部管理序列。监察官等级是在职务职级之外增加的一个职业称号，以监察官担任的职务职级为重要确定依据，与职务职级有着明确的对应衔接关系。十三级的等级设计考虑了与监察官担任的职务职级的衔接对应。监察官等级称谓方面参考了法官、检察官、人民警察警衔等关于等级称谓的设计。
监察官等级分为十三级：
- 总监察官
- 一级副总监察官、二级副总监察官
- 一级高级监察官、二级高级监察官、三级高级监察官、四级高级监察官
- 一级监察官、二级监察官、三级监察官、四级监察官、五级监察官、六级监察官

根据《中华人民共和国监察官法》第二十六条：国家监察委员会主任为总监察官。此职务属于党和国家领导人，现任国家监委主任是刘金国总监察官，他同时担任中共中央书记处书记、中央纪委第一副书记。

## 现任副总监察官

### 一级副总监察官
本级授予正部级监察官，即国家监察委员会副主任（一般由中共中央纪委副书记兼任）。现任一级副总监察官有：肖培、喻红秋、傅奎、孙新阳、刘学新、张福海。

### 二级副总监察官
本级授予副部级监察官，即国家监察委员会委员（一般由中共中央纪委常委兼任）、省级行政区监察委员会主任。另外，本级也授予中央纪委国家监委派驻正部级以上单位的纪检监察组组长。

#### 国家监察委员会委员
| 姓名   | 兼任职务                                   |
| ------ | ------------------------------------------ |
| 王爱文 | 中央和国家机关工委副书记、纪检监察工委书记 |
| 王鸿津 | 中央巡视工作领导小组成员、办公室主任       |
| 许罗德 |                                            |
| 李欣然 | 中央纪委秘书长，中央纪委国家监委办公厅主任 |
| 赵世勇 | 中央纪委国家监委组织部部长                 |
| 訚 柏  | 中共中央政法委员会委员、秘书长             |
| 穆红玉 |                                            |

#### 中央纪委国家监委派驻纪检监察组组长
派驻单位设立党委或党组的，派驻纪检监察组组长一般兼任其党委委员或党组成员。
| 姓名   | 所属派驻纪检监察组 |
| ------ | ------------------ |
| 吴道槐 | 国务院办公厅       |
| 王立山 | 全国人大机关       |
| 崔 鹏  | 全国政协机关       |
| 张义全 | 中央办公厅         |
| 暂缺   | 中央组织部         |
| 宋德民 | 中央宣传部         |
| 刘军川 | 中央统战部         |
| 刘 钊  | 中央社会工作部     |
| 张际文 | 中央外办           |
| 张荣顺 | 最高人民法院       |
| 刘 炤  | 最高人民检察院     |
| 张 骥  | 外交部             |
| 孙怀新 | 国家发展改革委     |
| 王承文 | 教育部             |
| 高 波  | 科学技术部         |
| 叶 民  | 工业和信息化部     |
| 刘春雷 | 民政部             |
| 王裕文 | 司法部             |
| 杨国中 | 财政部             |
| 张 敏  | 人力资源社会保障部 |
| 魏山忠 | 自然资源部         |
| 廖西元 | 生态环境部         |
| 宋寒松 | 住房城乡建设部     |
| 邹天敬 | 交通运输部         |
| 王新哲 | 水利部             |
| 吴清海 | 农业农村部         |
| 涂更新 | 商务部             |
| 腊翊凡 | 文化和旅游部       |
| 曲孝丽 | 国家卫生健康委     |
| 杨逸铮 | 退役军人事务部     |
| 蒲宇飞 | 应急管理部         |
| 曲吉山 | 中国人民银行       |
| 任洪斌 | 审计署             |
| 龚堂华 | 国务院国资委       |
| 李建明 | 税务总局           |
| 林国耀 | 市场监管总局       |
| 杨国瑞 | 金融监管总局       |
| 樊大志 | 中国证监会         |
| 习 骅  | 体育总局           |
| 耿长有 | 中央港澳办         |
| 孙也刚 | 中国科学院         |
| 杭元祥 | 中国社会科学院     |
| 李金英 | 中华全国总工会     |
| 黄良波 | 供销合作总社       |
| 陆俊华 | 人民日报社         |

#### 中央纪委国家监委派出机构领导
| 姓名   | 职务                     |
| ------ | ------------------------ |
| 王卫东 | 中央金融纪检监察工委书记 |

#### 省级行政区监察委员会主任
一般由同级中国共产党纪律检查委员会书记兼任。
| 姓名   | 省级行政区 |
| ------ | ---------- |
| 陈 健  | 北京       |
| 王庭凯 | 天津       |
| 刘昌林 | 河北       |
| 王拥军 | 山西       |
| 刘 爽  | 内蒙古     |
| 李 猛  | 辽宁       |
| 史文斌 | 吉林       |
| 边学文 | 黑龙江     |
| 李仰哲 | 上海       |
| 张 忠  | 江苏       |
| 傅明先 | 浙江       |
| 刘海泉 | 安徽       |
| 迟耀云 | 福建       |
| 马森述 | 江西       |
| 夏红民 | 山东       |
| 张 巍  | 河南       |
| 侯淅珉 | 湖北       |
| 王双全 | 湖南       |
| 暂缺   | 广东       |
| 房灵敏 | 广西       |
| 陈国猛 | 海南       |
| 宋依佳 | 重庆       |
| 廖建宇 | 四川       |
| 李元平 | 贵州       |
| 冯志礼 | 云南       |
| 姜文鹏 | 西藏       |
| 王兴宁 | 陕西       |
| 王 赋  | 甘肃       |
| 刘美频 | 青海       |
| 艾俊涛 | 宁夏       |
| 田湘利 | 新疆       |